# Bismarckmonument

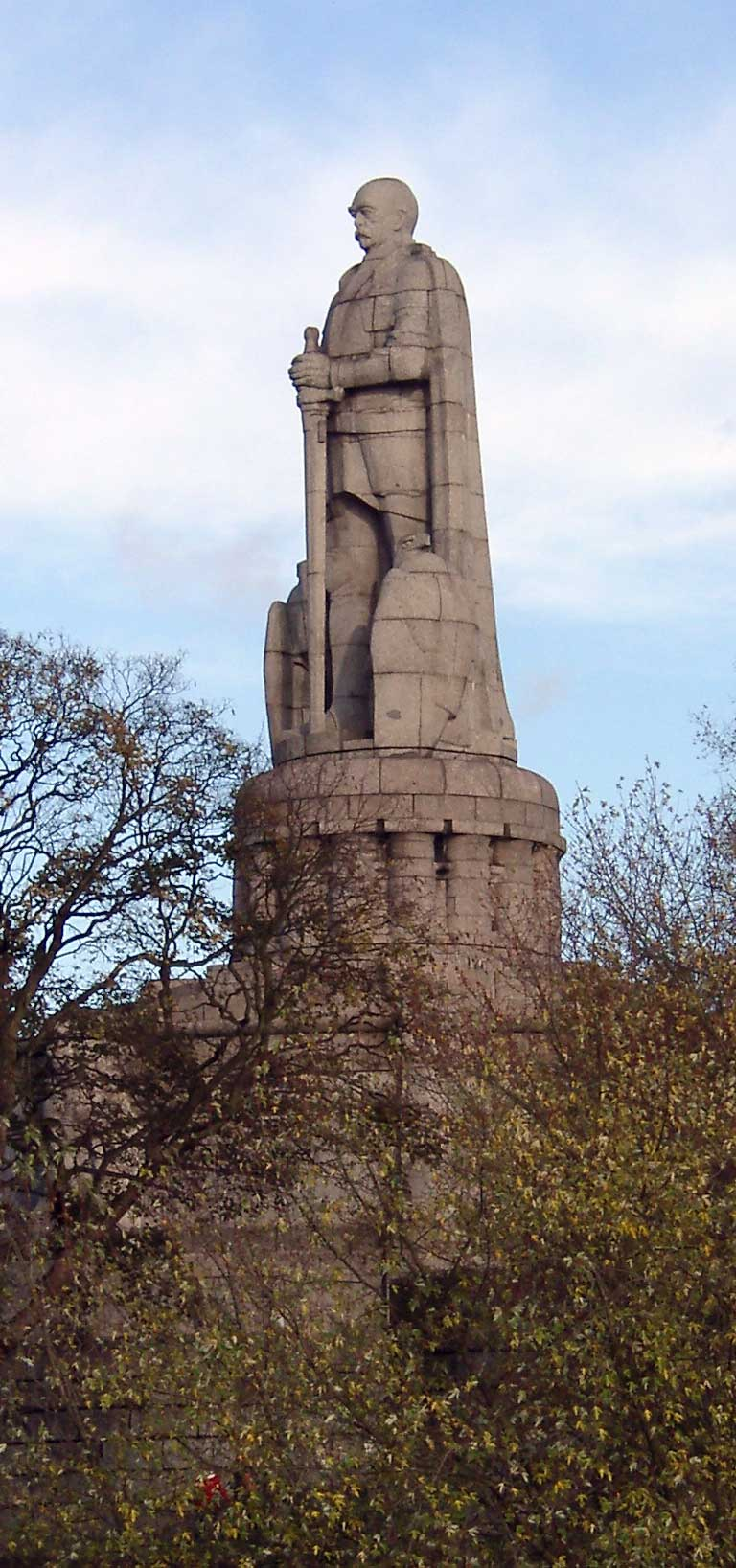
Bismarckmonument in Hamburg

Vanaf 1868 werden er overal in de staten van de toenmalige Duitse Bond en het latere Duitse Keizerrijk Bismarckmonumenten (Duits:Bismarckdenkmäler) opgericht en Bismarcktorens gebouwd. 1868 was het het jaar waarin Otto von Bismarck de Duitse staten wist te verenigen in de aanloop naar de Frans-Duitse Oorlog. Tegenwoordig liggen delen van dit gebied in Denemarken, Frankrijk, Polen en Rusland.

## Duiding
Deze monumenten zijn een tastbare uitdrukking van en herinnering aan de Bismarckverering, of Bismarckcultus in het Duitse Rijk. De monumenten variëren van gedenkstenen en plaquettes tot uitgebreide beeldengroepen als het Bismarck-Nationaldenkmal in Berlijn en een groot aantal Bismarcktorens.
Deze golf van monumenten kan worden gezien als een derde golf, na die van monumenten ter ere van de oorlogsslachtoffers in verband met de Duitse eenwording en de Keizer Wilhelmmonumenten.

## Nog bestaande monumenten
Hieronder volgt een lijst van nog bestaande standbeelden, bustes en gedenkstenen ter ere van Otto von Bismarck.

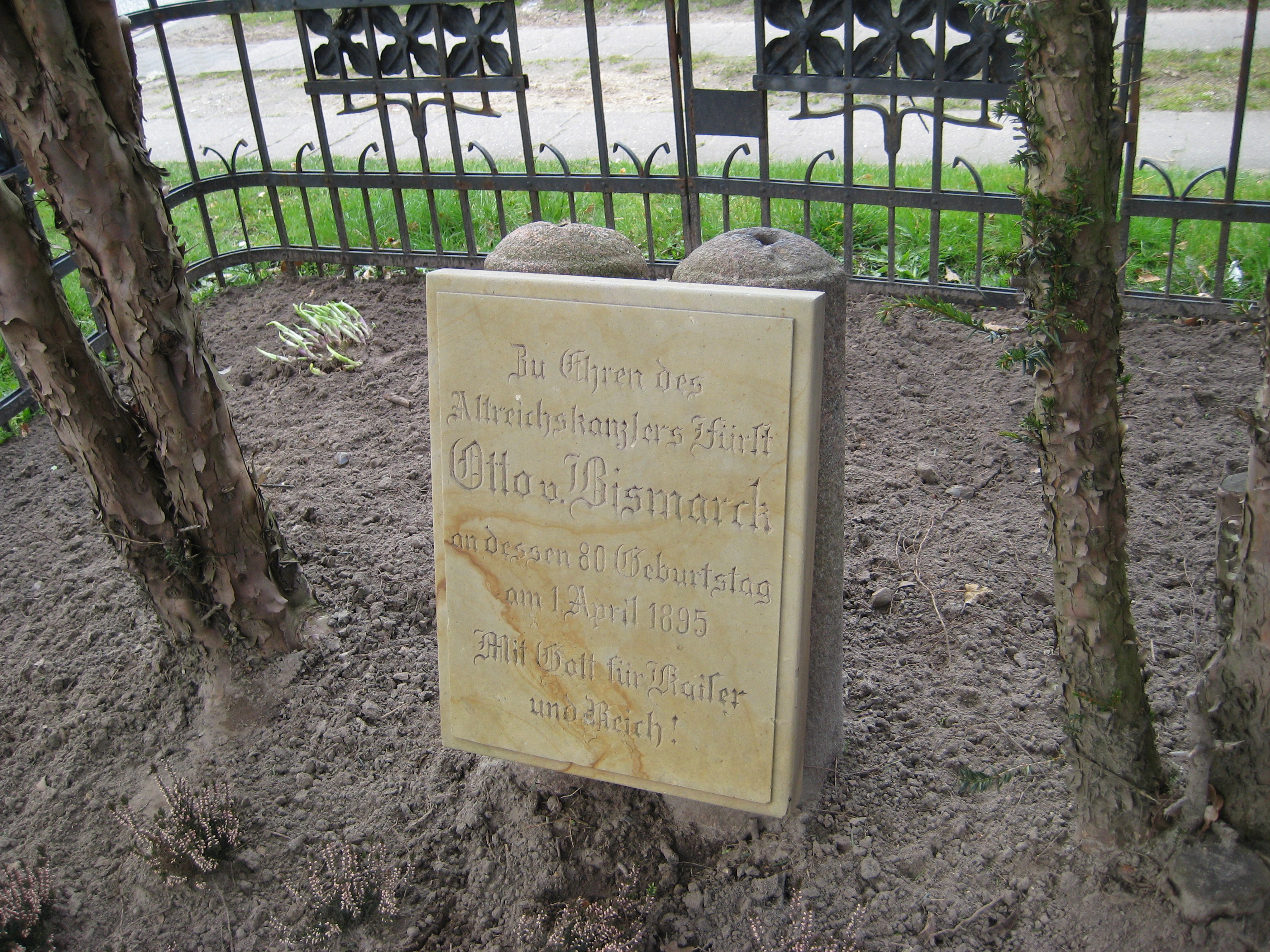
Gedenksteen in Itzehoe

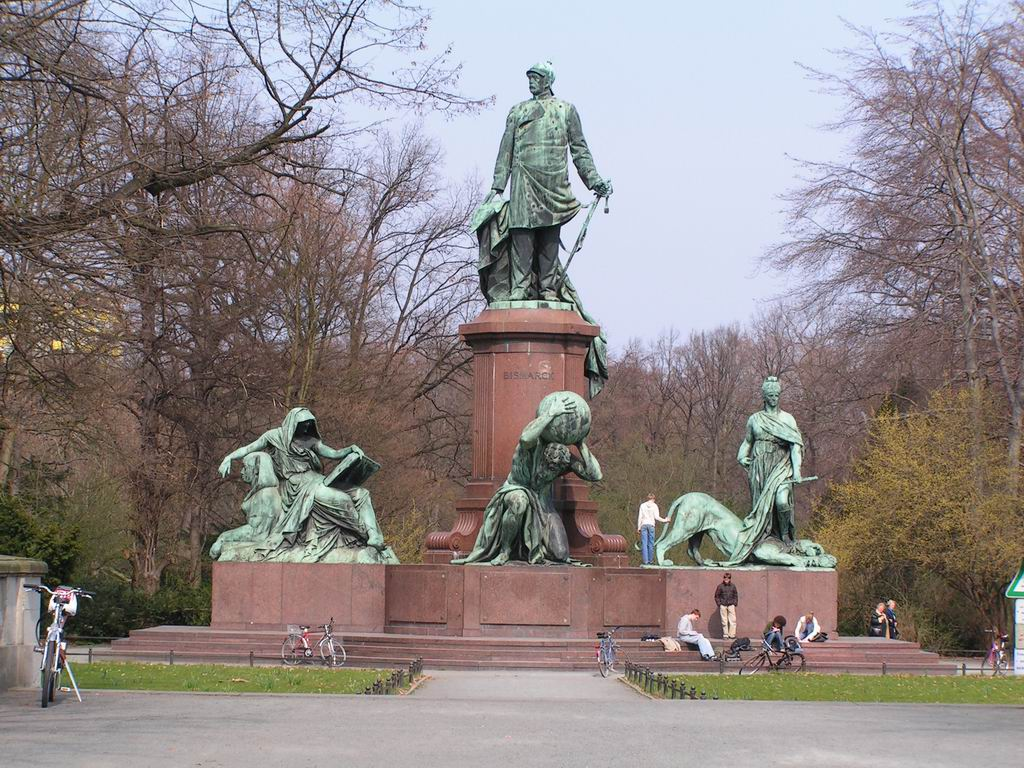
Bismarck-Nationaldenkmal in Berlijn

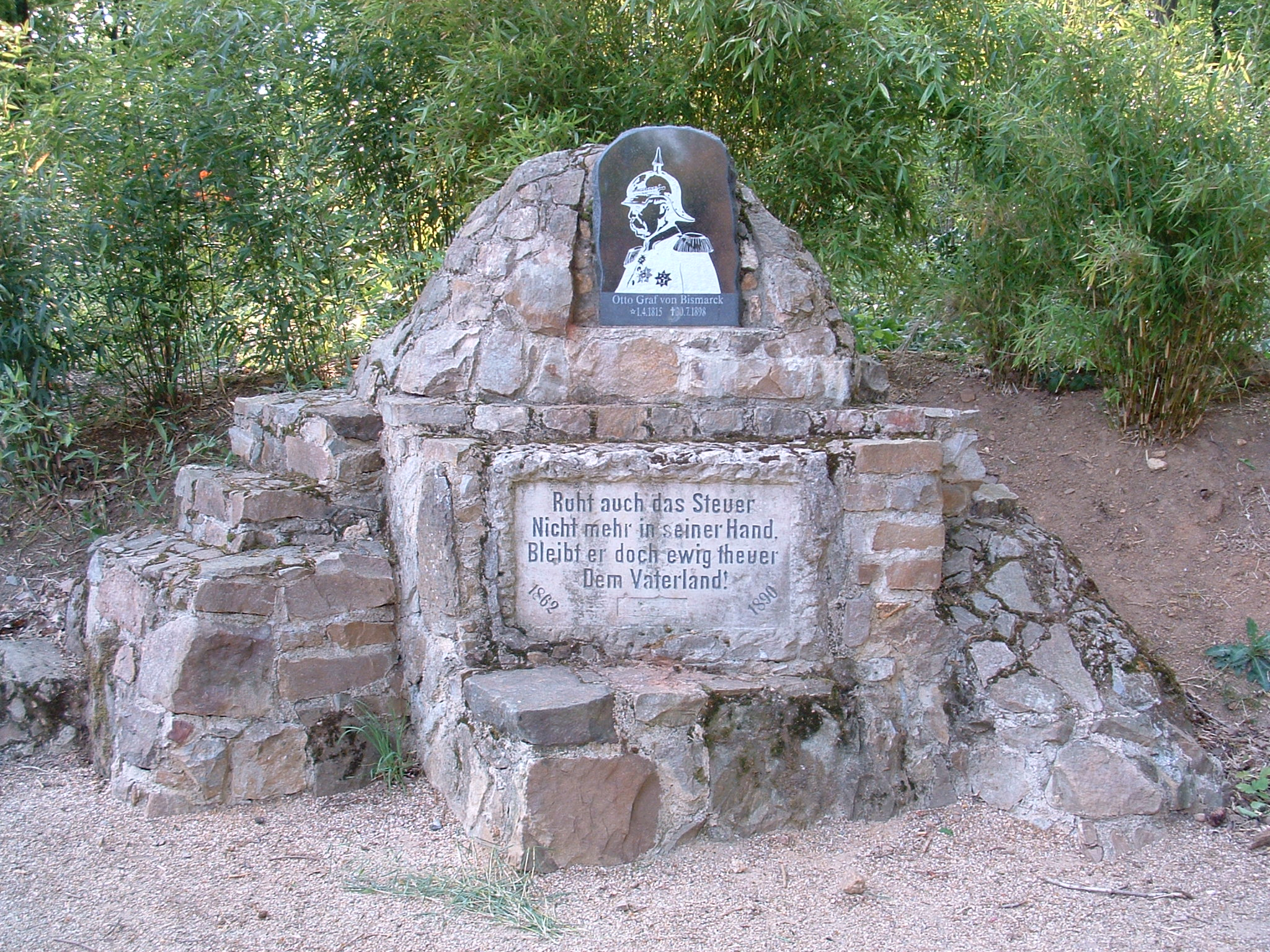
Langerwehe – Bismarckmonument in de landschapstuin Kammerbusch

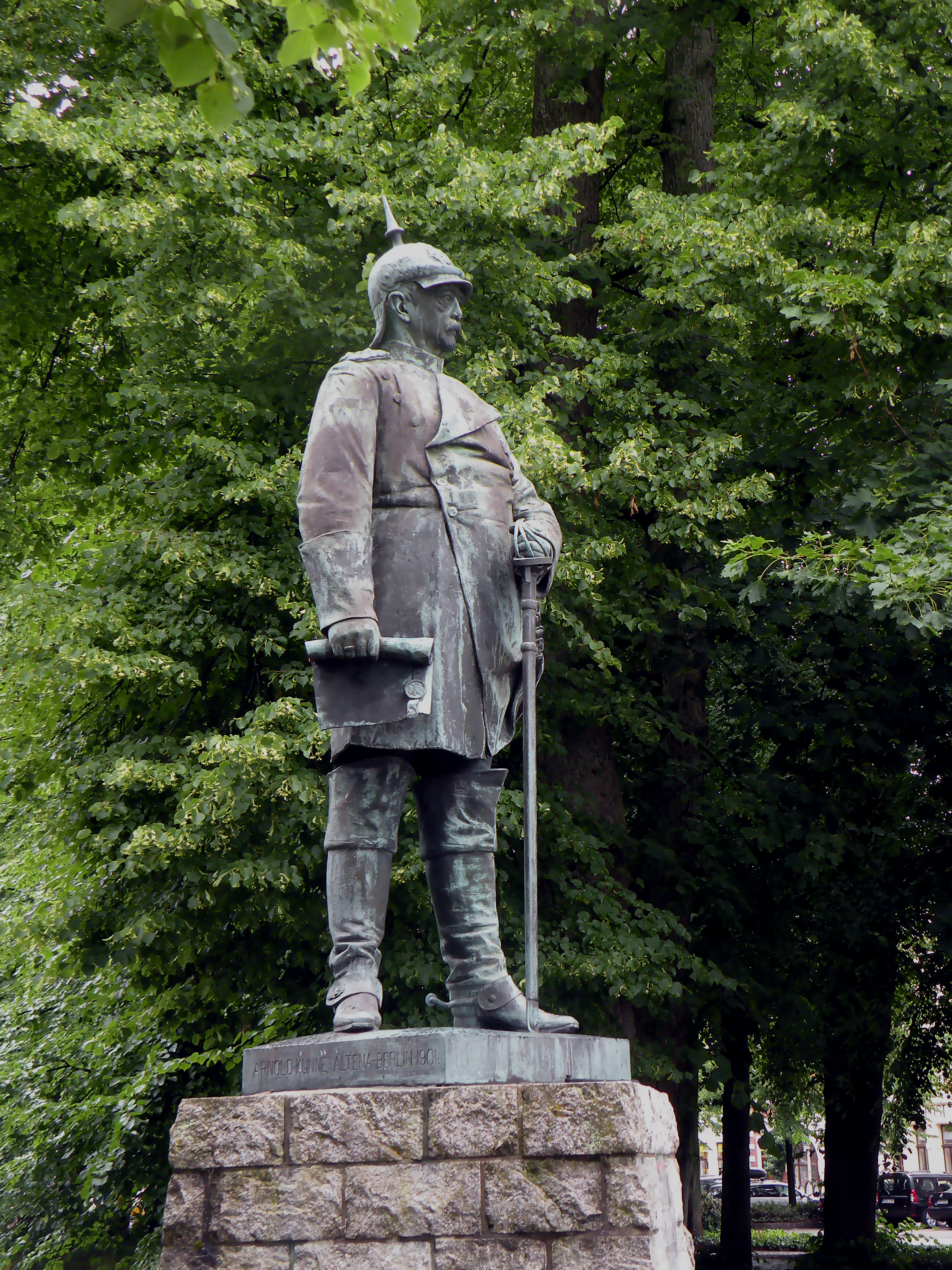
Bismarckmonument in Norden (Ostfriesland)

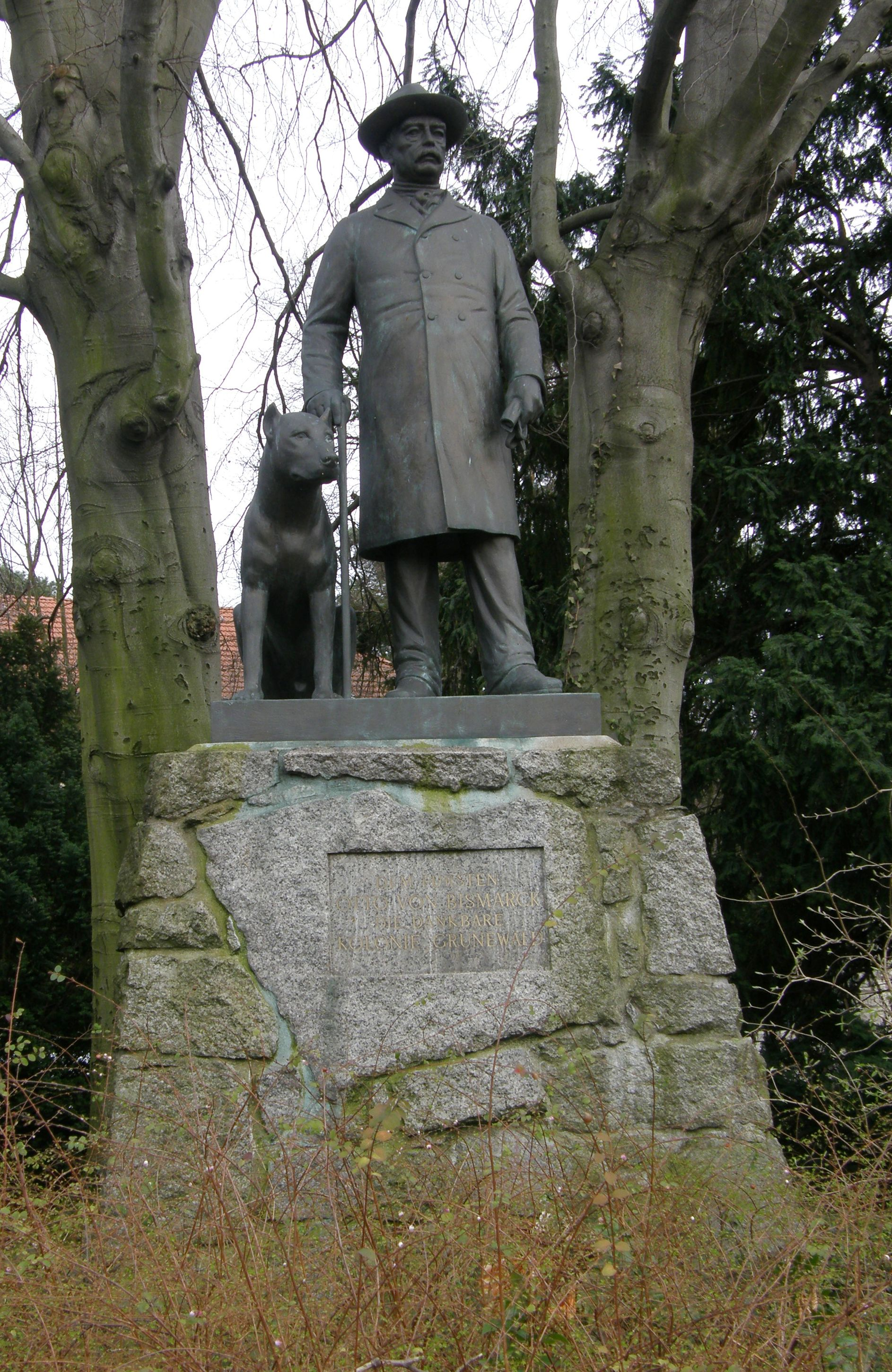
Bismarckmonument in Berlijn-Grunewald

- Op de Aschberg bei Ascheffel – Standbeeld van de Knivsberg in Noord-Sleeswijk (tegenwoordig Denemarken)
- Baden-Baden – op het Raadhuisplein
- Bad Bentheim – Zandsteensculptuur op het Bismarckplein nabij Kasteel Bentheim[1]
- Bad Harzburg, op de grote Burgberg
- Bad Kissingen, Standbeeld bij de Unteren Saline
- Bad Kösen – Enige standbeeld van een jonge Bismarck. gerestaureerd en op 1 april 2006 onthuld.
- Bad Pyrmont – Portret op het oorlogsmonument 1870-71 op de Kaiserplatz, (1897)[2]
- Bad Schwartau – Gedenksteen met het opschrift "BISMARCK" en "1895" voor de in 1895 geplante "Bismarck-Eik".
- Bad Urach – Bismarckbuste op een sokkel bij de Sint Amanduskerk
- Berlijn
  - Großer Stern. Het Bismarck-Nationaldenkmal tussen 1896 en 1901 vervaardigd.
  - Buste voor de Alte Nationalgalerie
  - De Bismarckplatz in Berlin-Grunewald, Standbeeld van Bismarck in burger met hond uit 1895 (in 1944 omgesmolten, later nagegoten)
  - Voormalige Siegesallee, Buste als bijfiguur in groep 32 bij het centrale standbeeld van Keizer Wilhelm I (1901)
- Bielefeld – Standbeeld voor de Handwerkskammer[3]
- Bremen – ruiterstandbeeld bij de Bremer Dom – (1910)
- Bühl – Gedenksteen bij de buurtschap Sand
- Darmstadt – fontein/sculptuur Bismarck-Brunnen op de Ludwigsplatz
- Detmold – op het voorplein bij het Hermannsdenkmal[4]
- Döbeln – Bismarckmonument op de Obermarkt (5 juli 1905)
- Donaustauf – Bismarckbuste in het Walhalla; (18 oktober 1908)
- Dortmund
  - Stadsdeel Hohensyburg – Standbeeld door Adolf von Donndorf als bijfiguur in het Kaiser-Wilhelm-Denkmal
  - Stadsdeel Marten – Buste in de Martener Straße
- Dresden – Reliëf op een gebouw aan de Körnerplatz (1894)
- Duisburg – in de buurt van het Raadhuis
- Düren – Bismarckmonument in de Bismarckstraße/Theodor-Heuss-Park
- Düsseldorf – District 1, standbeeld aan de noordwestkant van de Martin-Luther-Platz (10 mei 1898)
- Eberbach – Bismarcksteen met portret[5]
- Erfurt – Bismarckstandbeeld[6][7]
- Essen
  - In het Südviertel, zuidoostelijke zijde van de Bismarckplatz, hoek Bismarckstraße, Standbeeld, van ca. 3 meter, op sokkel (1,50 m)
  - Stadsdeel Kettwig – Zuidzijde van de Martin-Luther-Platz: Beeldengroep met Wilhelm I en Albrecht von Roon: Keizer Wilhelm en zijn zegenrijke helden
  - Stadsdeel Werden – in het Dückerpark, nabij Keizer Wilhelm en Helmuth von Moltke
- Feldberg – Op de top van de Seebuck
- Frankfurt am Main – Stadsdeel Höchst – Ten oosten van het industriepark
- Goslar – aan de Georgwall-Promenade (1902)
- Hamburg
  - Stadsdeel Neustadt – in het oude Elbpark boven de haven. Het stenen standbeeld is het grootste van alle Bismarckstandbeelden (35 m hoog).
  - Hamburg-Altona-Altstadt – Groenstrook in de Königstraße; bronzen standbeeld op sokkel (1898)
  - Hamburg-Bergedorf – In het park van het Bergedorfer Slot, Bronzen reliëf op een granietzuil (1906)
  - Hamburg-Altstadt – Standbeeld in de façade van het Laeiszhof, samen met Wilhelm I, Albrecht von Roon en Helmuth Karl Bernhard von Moltke, (1897/98)[8]
- Hanau Wilhelmsbad – Tegenover het park
- Hann. Münden – Buste in de stadsmuur (1895)[9]
- Heidelberg – op de Bismarckplatz
- Heidenheim an der Brenz – Gedenksteen met reliëf in het stationsgebouw
- Heilbronn – Standbeeld in het Bismarckpark
- Hof an der Saale – Bismarckeik in het stadspark
- Husby – Nabij Flensburg – Monument met reliëfmedaillon
- Jena – Reliëf op de Bismarckbrunnen op de markt
- Itzehoe – Sude – Gedenksteen. Daarmee heeft Itzehoe een gedenksteen en een Bismarcktoren.
- Karlsruhe – bij het Bismarck-Gymnasium
- Kiel – Standbeeld in het Hiroshimapark
- Krefeld – in het stadsdeel Bismarckviertel op de Bismarckplatz, lege sokkel met inscriptie, het standbeeld zal naar het herontdekte origineel hergoten worden
- Langerwehe (Düren) - Bismarckmonument in de landschapstuin Kammerbusch
- Lienen (Steinfurt) - Bismarcksteen met portret[10]
- Lindau – Stadsdeel Hoyren, halverwege de zuidzijde van de Hoyerberg staat het 10 m hoge standbeeld „Adler“ met een groot Bismarckreliëf in de sokkel
- Lübeck – Tussen het station en de Lindenplatz (1903)
- Mannheim – Tussen het station en de Schwetzinger Vorstadt
- München
  - Bij het Deutsches Museum op de Boschbrücke (1931)
  - Op een van de reliëfmedaillons aan een hoekzuil van de Friedensengel, 1896/99[11][12]
- Norden – op de markt[13]
- Neurenberg – Op de Prinzregentenufer
- Pforzheim – in de Stadtgarten
- Sohland an der Spree – Gedenksteen in de Schluckenauer Straße
- Teterow – Gedenksteen met bronzen reliëf (reliëf is na 1990 vernieuwd)
- Wiesbaden – Nerotal-Anlage: standbeeld uit 1898, later vanuit de stad hierheen verplaatst.
- Wuppertal-Barmen: standbeeld op de Geschwister-Scholl-Platz
- Zweibrücken – Stadsdeel Herzogvorstadt: standbeeld bij het Raadhuis (1894)

## Bismarcktorens
De Bismarcktorens zijn een specifieke vorm van Bismarckmonumenten. Ze zijn uitgevoerd in uiteenlopende bouwstijlen. Een type komt veelvuldig voor. Dit is het zogenaamde ontwerp Götterdämmerung van architect Wilhelm Kreis. Hij won in 1899 met dit idee een ontwerpwedstrijd, georganiseerd door de "Deutsche Studentenschaft". Hierop werden er overal in het land in totaal 47 torens van dit ontwerp gebouwd. Kreis ontwierp daarnaast ook nog andere Bismarcktorens.
Hieronder volgt een lijst van alle nog bestaande Bismarcktorens per deelstaat, of voormalig rijksdeel:

### Baden-Württemberg
- Bismarcktoren in Ettlingen
- Bismarcktoren in Freiburg im Breisgau
- Bismarcktoren in Heidelberg – Ontwerp Götterdämmerung
- Bismarcktoren in Konstanz – Petershausen am Bodensee
- Bismarcktoren in Mosbach – Neckarelz (Hamberg)
- Bismarcktoren in Stuttgart – Ontwerp Götterdämmerung
- Bismarckzuil in Tauberbischofsheim
- Bismarcktoren in Tübingen – Ontwerp Götterdämmerung
- Bismarcktoren op de Hornisgrinde – Zwarte Woud

### Beieren
- Bismarcktoren in Ansbach
- Bismarcktoren in Augsburg (Steppach) – Ontwerp Götterdämmerung
- Bismarcktoren in Bad Kissingen
- Bismarcktoren in Berg-Assenhausen aan de Starnberger See
- Bismarcktoren in Coburg – Ontwerp Götterdämmerung
- Bismarcktoren in Hof
- Bismarcktoren in Lappersdorf
- Bismarcktoren in Röthenbach
- Bismarcktoren in Lichtenfels
- Bismarcktoren in Memmingen
- Bismarcktoren in Weißenburg in Bayern – Ontwerp Götterdämmerung
- Bismarcktoren in Würzburg – Ontwerp Götterdämmerung

### Brandenburg
- Bismarcktoren in Bad Freienwalde – Schlossberg, 1895[14]
- Bismarcktoren in Burg (Spreewald)
- Bismarcktoren in Brandenburg an der Havel – Marienberg, 1908, opgeblazen in 1974, voor de bouw van een uitkijktoren: de "Friedenswarte" ter ere van 25 jaar DDR[14]
- Frankfurt (Oder)
  - Bismarcktoren in Booßen
  - Bismarcktoren in Lichtenberg
- Bismarcktoren in Pritzwalk – Trappenberg, 1905
- Bismarcktoren in Rathenow – Weinberg, 1914, Turm des Monats Juni 2004
- Bismarcktoren in Spremberg – 1903
- Bismarcktoren in Klein-Mutz – Hoher Timpberg, 1900, gerestaureerd in 1999)[14]

### Hessen
- Bismarcktoren in Bensheim - op de Hemsberg
- Bismarcktoren in Darmstadt[15]
- Bismarcktoren in Eschwege – Großer Leuchtberg
- Bismarcktoren in Gießen
- Bismarcktoren in Hanau – Ontwerp Götterdämmerung
- Kassel
  - Bismarcktoren in Brasselsberg
  - Bismarckzuil in Kassel – Ontwerp Götterdämmerung
- Bismarcktoren in Lindenfels
- Bismarcktoren in Marburg an der Lahn – Ontwerp Götterdämmerung
- Bismarcktoren in Mengeringhausen (Bad Arolsen)
- Bismarcktoren op de Taufstein – Vogelsberg
- Bismarcktoren in Wetzlar

### Mecklenburg-Voor-Pommeren
- Bismarckzuil in Greifswald – op de Epistelberg – Ontwerp Götterdämmerung[16]

### Nedersaksen
- Bismarcktoren in Bad Lauterberg im Harz
- Bismarcktoren in Bad Pyrmont
- Bismarcktoren in Bodenwerder
- Göttingen
  - Bismarcktoren op de Kleperberg
  - Bismarcksteen in de buurt van de Klausberg "Auf dem Toppe"
- Bismarcktoren in Hamelen
- Bismarcktoren in Hildesheim – Ontwerp Götterdämmerung
- Bismarcktoren in Lahstedt
- Bismarcktoren in Salzgitter op de Hamberg in Salzgitter-Bad met „Heimkehrerkreuz“ (later toegevoegd)
- Bismarckzuil in Walsrode
- Bismarcktoren in Wittmar – Ontwerp Götterdämmerung

### Noordrijn-Westfalen
- Bismarcktoren in Aken – Waldfriedhof
- Bismarckzuil in Bad Berleburg – Ontwerp Götterdämmerung
- Bismarcktoren in Bad Salzuflen
- Bismarcktoren in Bielefeld – tegenwoordig: Eiserner Anton
- Bismarcktoren in Bochum
- Bonn
  - Bismarcktoren in Bonn-Bad Godesberg
  - Bismarcktoren in Bonn-Gronau – Ontwerp Götterdämmerung
- Bismarcktoren in Möhnesee – Delecke
- Bismarcktoren in Essen – Mechtenberg
- Bismarcktoren in Hagen in Westfalen – Ontwerp Götterdämmerung
- Bismarcktoren in Hattingen
- Bismarcktoren in Herford
- Bismarcktoren in Höxter
- Bismarcktoren in Iserlohn
- Bismarcktoren in Keulen – Köln-Bayenthal
- Bismarcktoren in Langenberg
- Bismarcktoren in Mülheim an der Ruhr
- Bismarcktoren in Remscheid
- Bismarcktoren in Rödinghausen
- Bismarcktoren in Tecklenburg
- Bismarcktoren in Unna – Fröndenberg (Strickherdicke, Wilhelmshöhe)
- Bismarcktoren in Viersen – Ontwerp Götterdämmerung
- Bismarcktoren in Velbert
- Bismarcktoren in Wiehl
- Bismarcktoren in Wuppertal – Ontwerp Götterdämmerung

### Rijnland-Palts
- Bismarcktoren in Altenkirchen
- Bismarcktoren in Bad Bertrich
- Bismarcktoren in Bad Ems – Ontwerp Götterdämmerung
- Bismarcktoren in Idar-Oberstein – Ontwerp Götterdämmerung
- Bismarcktoren in Ingelheim am Rhein
- Bismarcktoren in Kallstadt
- Bismarckzuil in Kirn – Ontwerp Götterdämmerung
- Bismarcktoren in Landau
- Bismarcktoren in Landstuhl – Ontwerp Götterdämmerung
- Bismarckzuil in Rengsdorf
- Bismarcktoren in Sargenroth – Ontwerp Götterdämmerung
- Bismarcktoren in Schoden

### Saksen
- Bismarcktoren in Berggießhübel
- Dresden
  - Bismarcktoren in Dresden-Cossebaude
  - Bismarckzuil in Dresden-Räcknitz – ontwerp Götterdämmerung, 1906 - sinds 2008 gerestaureerd en toegankelijk
  - Bismarcktoren in Dresden-Plauen – tegenwoordig: Fichteturm
- Bismarcktoren in Glauchau
- Bismarcktoren in Görlitz – ontwerp Götterdämmerung
- Bismarcktoren in Grimma – stadsdeel Höfgen
- Bismarcktoren in Leipzig – stadsdeel Lützschena-Stahmeln
- Bismarcktoren in Markneukirchen – ontwerp Götterdämmerung
- Bismarcktoren in Netzschkau – stadsdeel Brockau, op de Kuhberg
- Bismarcktoren in Neugersdorf – Oberlausitz
- Bismarckzuil in Plauen – ook Kemmlertoren genoemd – ontwerp Götterdämmerung
- Bismarcktoren in Radebeul – op zichzelf staand ontwerp van Wilhelm Kreis
- Bismarcktoren in Radefeld
- Bismarcktoren in Schneeberg
- Bismarcktoren in Thermalbad Wiesenbad
- Bismarckwacht in Weinböhla (Friedensturm)
- Bismarcktoren in Wurzen

### Saksen-Anhalt
- Bismarcktoren in Ballenstedt, stadsdeel Opperode - 20 mei 1931 - ontwerp Götterdämmerung
- Bismarcktoren in Burg (bij Magdeburg) - 22 maart 1907 - gerestaureerd in 2006
- Bismarcktoren in Calbe (Saale) – Wartenberg - 22 maart 1904 gerestaureerd in jaren 90 van de 20-ste eeuw – hoogste Bismarcktoren in Saksen-Anhalt
- Bismarcktoren in Coswig (Anhalt) - 31 augustus 1902
- Bismarcktoren in Dessau-Roßlau 1 april 1915 - gerestaureerd in 2005 - in 1955 hernoemd totSchillerturm
- Bismarcktoren in Halberstadt - 22 maart 1907 - gerestaureerd in 1996–1998
- Bismarcktoren in Petersberg (Saalekreis) 24 september 1902 - gerestaureerd in 1999–2000 - ontwerp Götterdämmerung – in 1945 beschadigd en tot 2000 niet toegankelijk
- Bismarcktoren in Naumburg (Saale) - 30 augustus 1902 - gerestaureerd in 1992–1993
- Bismarcktoren in de Großer Fallstein bij Osterwieck - 21 augustus 1904 - gerestaureerd in 1974–1975
- Bismarcktoren in Quedlinburg - 1 april 1896 - gerestaureerd in 1993–1994 - niet toegankelijk
- Bismarcktoren in Salzwedel - 1 april 1900 - gerestaureerd in jaren 90 van de 20-ste eeuw
- Bismarcktoren in Niederndodeleben - Großer Wartberg bij Schnarsleben - 11 september 1910 - gerestaureerd in 1993–1994
- Bismarcktoren op de Bierer Berg bij Schönebeck - 29 mei 1897 - gerestaureerd in 1994
- Bismarcktoren in Weißenfels - 1 april 1906 - gerestaureerd in 2007-2010
- Bismarcktoren in Wettin - 4 juni 1905 - deze toren is het hoogste uitzichtpunt van de Saalekreis

### Sleeswijk-Holstein
- Bismarcktoren in Aumühle – 1901
- Bismarckzuil in Friedrichsruh – Reinbek-Krabbenkamp
- Bismarckzuil in Itzehoe – ontwerp Götterdämmerung[17]
- Bismarcktoren in Lütjenburg
- Bismarcktoren in Bad Schwartau – op de Pariner Berg
- Bismarcktoren in Waldshagen aan de Vierer See – 1913
- Bismarcktoren op de Scheersberg bij Quern – 1903

### Thüringen
- Bismarcktoren in Altenburg
- Bismarcktoren in Apolda
- Bismarcktoren in Auleben
- Bismarcktoren in Erfurt – ontwerp Götterdämmerung
- Bismarcktoren in Heilsberg
- Bismarcktoren in Hildburghausen
- Bismarcktoren in Jena
- Bismarcktoren in Keilhau
- Bismarckzuil op de Kyffhäuser
- Bismarcktoren in Mühlhausen (Thüringen)
- Bismarcktoren in Neustadt an der Orla
- Bismarcktoren in Remda
- Bismarckzuil in Ronneburg – ontwerp Götterdämmerung
- Bismarcktoren in Rudolstadt
- Bismarcktoren in Sitzendorf
- Bismarcktoren in Sondershausen
- Bismarcktoren in Suhl

### Frankrijk– voorm. RijkslandElzas-Lotharingen
- Bismarcktoren in Metz – Scy-Chazelles – ontwerp Götterdämmerung

### Frankrijk – overig
- Bismarcktoren in Laon – in het plaatsje Vaurseine, gemeente Ployart-et-Vaurseine.

### Oostenrijk
- Bismarcktoren bij Slot Rosenau (Zwettl) / Waldviertel – Neder-Oostenrijk

### Polen– voorm.provincie Brandenburg (Pruisen)
- Bismarcktoren in Świebodzin
- Bismarcktoren in Żary

### Polen – voorm.provincie Pommeren (Pruisen)
- Bismarcktoren in Lębork
- Bismarcktoren in Szczecinek
- Bismarcktoren in Okonek
- Bismarcktoren in Świdwin
- Bismarcktoren in Szczecin – in het stadsdeel Gocław

### Polen – voorm.provincie Posen (Pruisen)
- Bismarcktoren in Wieleń

### Polen – voorm.provincie Silezië (Pruisen)
- Bismarcktoren in Zielona Góra
- Bismarcktoren in Janówek – Allereerste Bismarcktoren, in 1869 gebouwd
- Bismarcktoren op de Wielka Sowa (1015 m) bij Pieszyce - 2005-2009 gerestaureerd
- Bismarcktoren in Żagań

### Polen – voorm.provincie Oost-Pruisen
- Bismarcktoren in Srokowo
- Bismarcktoren in Ostróda – in het stadspark

### Rusland– voorm.provincie Oost-Pruisen
- Bismarcktoren in Insterburg – bij Georgenburgkehlen
- Bismarcktoren in Neman

### Tsjechië
- Bismarcktoren in Aš op de Háj u Aše
- Bismarcktoren in Cheb – op de Zelená Hora
- Bismarcktoren op de Tanečnice – nabij de Duitse stad Sebnitz

### Overzee
- Bismarcktoren in Chili – in Concepción op de Cerro Caracol – gebouwd in 1921 - door aardbevingen in 1939, 1960 en 2010 zwaar beschadigd. Bekend als Mirador Alemán.
- Bismarcktoren in Duits-Kameroen – ten zuiden van Limbe op Kaap Nachtegaal, die Ambas Bay van de Man of War Bay scheidt. - in 1901 gebouwd. Van 1903 tot in ieder geval 1965 als vuurtoren gebruikt.

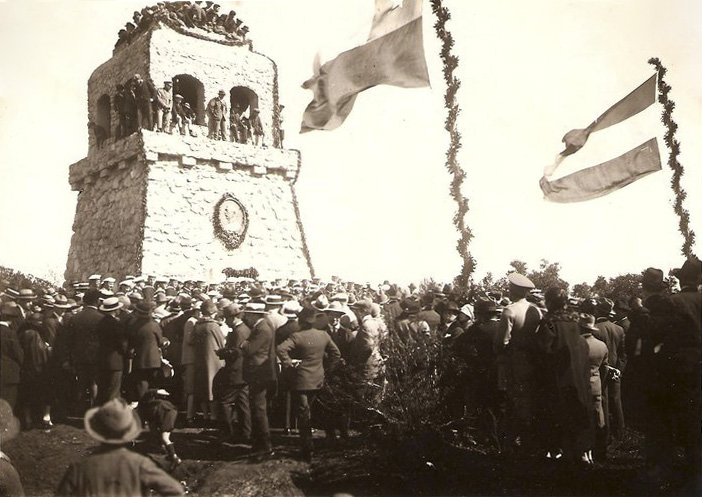
Opening van de Bismarcktoren (Mirador Alemán) in Concepción (Chili) in 1926.
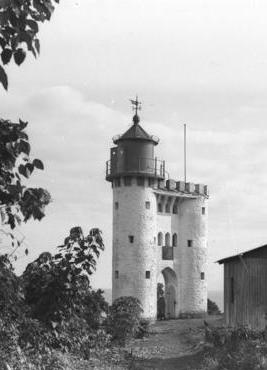
Bismarcktoren in Duits-Kameroen (1904)